# Marianne Christina Schilling
Marianne Christina Schilling (* 6. November 1928 in Bremen; † 12. Mai 2012 ebenda) war eine deutsche Schauspielerin.

## Leben
Schilling erhielt von 1947 bis 1949 privaten Schauspielunterricht bei Dora-Maria Herwelly in Bremen. Ihr erstes Bühnenengagement hatte sie am Staatstheater Oldenburg. Von 1951 bis 1961 war sie festes Ensemblemitglied an den Städtischen Bühnen Leipzig. 1954 spielte sie dort die Titelrolle in Schillers Schauspiel Die Jungfrau von Orleans. Gastweise trat sie in den 1960er Jahren an der Volksbühne Berlin auf. 1970 wurde sie Mitglied am Berliner Ensemble. In den 1980er Jahren trat sie als Theaterschauspielerin in Bremen, am Staatstheater Hannover und am Stadttheater Heidelberg auf.
Seit Ende der 1950er Jahre übernahm Schilling auch Rollen bei der DEFA und im Fernsehen der DDR. Ihre bekannteste Filmrolle war die Rolle der eitlen Königin und hinterlistig-bösen Stiefmutter von Schneewittchen im gleichnamigen DEFA-Märchenfilm von 1961. In dem Fernsehfilm Das Tal der sieben Monde (1967) gestaltete sie „eindrucksvoll“ die Rolle der Kellnerin Stephanie. Schilling selbst bezeichnete dies als „wunderbare Rolle“.
Schilling war ab 1944 mit dem deutschen Schauspieler und Synchronsprecher Harald Halgardt verheiratet. Sie hatten zwei Söhne. Der Jüngere, Jan-Christof Kick, ist ebenfalls Schauspieler. Schilling und Halgardt lernten sich in einer Jugendgruppe am Theater kennen, welches später aus finanziellen Gründen geschlossen werden musste. Als er 1949 ein Engagement in Leipzig bekam, ging sie mit ihm. Nachdem Schilling mit ihrem Gatten 35 Jahre lang in der DDR lebte, zogen sie 1984 zurück in Schillings Heimatstadt Bremen. In einem Interview mit der Zeitschrift SUPERillu erklärte Schilling hierzu: „Die politischen Vorgaben in der Kunst passten uns dann nicht mehr.“
Schilling litt an Polyarthrose; daher konnte sie kaum noch laufen und war in den letzten Jahren ihres Lebens auf die Pflege ihres Mannes angewiesen.

## Filmografie
- 1959: Dr. Wanner
- 1959: Lysistrata oder Der Bettstreik der Athenerinnen
- 1961: Der Fall Gleiwitz
- 1961: Schneewittchen
- 1963: Winterschlacht (TV)
- 1964: Fernsehpitaval: Die Affäre Meincke
- 1965: Lots Weib
- 1967: Der kurfürstliche Narr (TV)
- 1967: Das Tal der sieben Monde
- 1969: Der Nachtigallenwald (TV)
- 1969: Die Rosenholzmöbel (TV)
- 1970: Signale – Ein Weltraumabenteuer
- 1971: Husaren in Berlin
- 1973: Eva und Adam (TV-Vierteiler)
- 1973: Die sieben Affären der Doña Juanita (vierteiliger Fernsehfilm)
- 1973: Ein idealer Gatte (TV)
- 1973: Eva und Adam (TV)
- 1974: Spätsaison (TV)
- 1974: Leben mit Uwe
- 1975: Toggenburger Bock (TV)
- 1977: Das Ehelabor (TV)
- 1978: Scharnhorst (TV-Serie)
- 1980: Deines Nächsten Weib (TV)
- 1993: Freunde fürs Leben (TV-Serie, Folge 14: „Hochzeitsnacht“)